# Sairam (köpinghuvudort i Kina, Xinjiang Uygur Zizhiqu)
Sairam (kinesiska: 赛里木, 赛里木镇) är en köpinghuvudort i Kina. Den ligger i den autonoma regionen Xinjiang, i den nordvästra delen av landet, omkring 500 kilometer sydväst om regionhuvudstaden Ürümqi. Antalet invånare är 15 142. Befolkningen består av 7 345 kvinnor och 7 797 män. Barn under 15 år utgör 23,0 %, vuxna 15-64 år 71 %, och äldre över 65 år 5,0 %.
Runt Sairam är det ganska glesbefolkat, med 30 invånare per kvadratkilometer. Det finns inga andra samhällen i närheten. Trakten runt Sairam består till största delen av jordbruksmark.
Genomsnittlig årsnederbörd är 159 millimeter. Den regnigaste månaden är juni, med i genomsnitt 40 mm nederbörd, och den torraste är april, med 4 mm nederbörd.